# Джонатан (черепаха)
Джонатан (англ. Jonathan; вылупился около 1832 года) — самец альдабрской черепахи (Aldabrachelys gigantea hololissa), который живёт на острове Святой Елены в составе Британских заморских территорий в Атлантическом океане. Черепаха обитает на территории Дома Плантации (англ. Plantation House), являющегося официальной резиденцией губернатора, и её владельцем является правительство острова. За время жизни черепахи на острове на нём сменилось 28 губернаторов.
В 1882 году четырёх черепах с Сейшельских Островов привезли на остров Святой Елены. Все животные были взрослые, то есть им было не меньше 50 лет. В 1930 году сэр Спенсер Дэвис (англ. Spencer Davis), губернатор Острова Святой Елены, дал одной из тех черепах имя Джонатан.

5 декабря 2008 года в газете «Дейли мейл» была опубликована статья, в которой утверждалось, что возраст Джонатана составляет по крайней мере 176 лет. В статье была также опубликована найденная старая фотография, как утверждалось, периода Второй англо-бурской войны, где рядом с узником изображена черепаха, поедающая траву. В статье было ошибочно указано, что Джонатан принадлежит к виду Testudinipae cytodira (Testudinidae — это семейство, а Cryptodira — подотряд). 

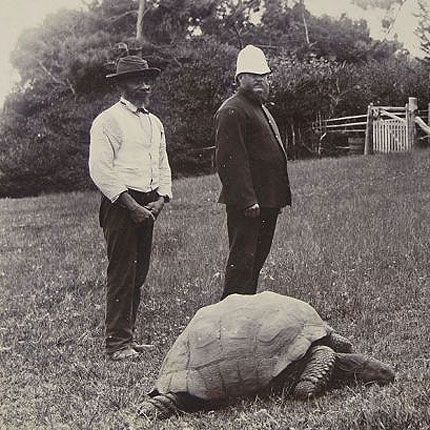
Фотография предположительно Джонатана (до 1886 года, либо 1900—1902 годов)

 По мнению Джонатана Холлинса, ветеринара, присматривающего за Джонатаном, вышеуказанное фото сделано не позже 1886 года, а на фото изображены местные жители. Возраст черепахи на фотографии, определённый по размеру панциря, не меньше 50 лет, следовательно, Джонатан родился не позже 1836 года. Таким образом, Джонатан может считаться старейшей известной черепахой из ныне живущих и старейшим известным ныне живущим сухопутным животным вообще.
В феврале 2014 года, в рамках Эстафеты Королевы, проводившейся перед Играми Содружества 2014, эстафетная палочка была вручена и губернатору Марку Кейпсу, который сфотографировался вместе с палочкой и Джонатаном на территории резиденции[значимость факта?].
BBC Radio рассказало про Джонатана в эпизоде программы «От нашего собственного корреспондента» (англ. From Our Own Correspondent) в марте 2014 года, после того как Салли Кэттл (англ. Sally Kettle), океанский гребец, посетила остров Святой Елены.
Джонатан изображён на обратной стороне пятипенсовой монеты Святой Елены. С 2010 до 2016 года за ним присматривал ветеринар Джонатан Холлинс (англ. Jonathan Hollins).